# Esplugas de Llobregat
Esplugas de Llobregat (oficialmente en catalán: Esplugues de Llobregat) es un municipio español perteneciente a la provincia de Barcelona, en la comunidad autónoma de Cataluña. Desde 1990 forma parte de la comarca del Bajo Llobregat (anteriormente pertenecía a la del Barcelonés).
En las últimas décadas ha pasado de ser una población eminentemente industrial a una ciudad de servicios, muy próxima a Barcelona y que ha sabido conservar sus señas de identidad. 
Destaca especialmente su singular casco antiguo, único en el Bajo Llobregat con espacios tan pintorescos y románticos como la calle Montserrat o masías como Can Cortada, edificio donde residió el Barón de Maldá, autor de la obra clave en la literatura catalana de finales del siglo XVIII, el Calaix de sastre. Cabe destacar también la amplia red de parques y zonas verdes de Esplugas como el parque de la Solidaridad, el del Torrent d'en Farré o el de Can Vidalet, entre otros. La montaña de San Pedro Mártir, perteneciente a la sierra de Collserola, es el mirador natural del municipio gracias a sus 399 metros de altitud.
La presencia del Colegio Alemán de Barcelona y la American School of Barcelona en el municipio atrae a familias de inmigrantes adinerados que optan por educar a sus hijos en dichos centros. Además, dada su proximidad al Camp Nou, en Esplugas se encuentra la residencia habitual de numerosos futbolistas del Fútbol Club Barcelona.

## Toponimia
El término procede del latín vulgar spluca, variante de spelunca (cueva, gruta). El nombre se encuentra ya en documentos de época medieval, con variantes como Spelugues, Splugues o Spelunca. Se añadió más tarde el apelativo Llobregat para diferenciarlo de otros territorios con nombre igual o similar.

## Símbolos

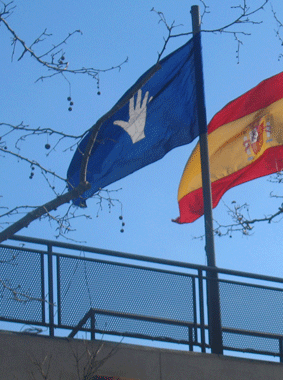
Bandera de Esplugas de Llobregat en el Camp del Molí, Can Vidalet.

### Escudo
El escudo de Esplugas se define por el siguiente blasón:
«De azur, una mano diestra apalmada de plata; la campaña de oro, 4 palos de gules. Al timbre, una corona mural de pueblo».

### Bandera
La bandera oficial de Esplugas es: 
«Bandera apaisada, de proporciones dos de alto por tres de largo, azul con una mano diestra apalmada blanca, de altura 5/7 de la del paño y anchura 1/4 de la del mismo paño, en el centro».

## Historia
El único vestigio que resta de los primeros asentamientos en el actual terreno de Esplugas de Llobregat es parte de un muro de la Torre de los Leones (Torre dels Lleons), torre construida en el siglo XIX sobre las ruinas de castillo de Picalquers. Este elemento indica que ya fue habitado en época romana, alrededor del siglo II a. C.
La primera mención documental de Esplugas es del año 964, en un testamento a favor de la iglesia de San Miguel de Barcelona de terrenos ubicados en ipsas Esplugas.
Esplugas se componía de dos asentamientos principales: el primero, situado alrededor de los terrenos de la familia Picalqués junto al castillo de Picalqués, del siglo XII; el segundo, situado en el cerro de la Sagrera, donde se encuentran la iglesia de Santa Magdalena y caseríos cercanos. La construcción de la Carretera Real modificó la morfología de la población, desplazando el centro de la población junto a la entonces nueva vía.

## Demografía
Esplugas de Llobregat cuenta con una población de 47.613 habitantes (INE 2025).  
| Gráfica de evolución demográfica de Esplugas de Llobregat entre 1842 y 2021 |
| |
| Población de derecho según los censos de población del INE. Población de hecho según los censos de población del INE.En estos censos se denominaba Esplugas: 1842, 1857, 1860, 1877, 1887, 1897, 1900, 1910, 1920, 1930, 1940 y 1950. En estos censos se denominaba Esplugas de Llobregat: 1960 y 1970. |

### Transporte
Esplugas de Llobregat cuenta con una amplia variedad de accesos y transportes, y su cercanía con la avenida Diagonal (principal arteria de la Ciudad Condal), el aeropuerto de Barcelona-El Prat, el puerto de Barcelona y la estación de Barcelona Sants la dejan en una situación privilegiada en este aspecto.

#### Parque automovilístico
En 2019 existía en el municipio un parque automovilístico de 28 881 vehículos: de ellos, 19 290 eran turismos, 3246 vehículos industriales, 5864 motocicletas y 481 de otra tipología.
En cuanto al índice de motorización, en 2012 se daba una relación de 419,04 automóviles por cada 1000 habitantes, 103 motocicletas por cada 1000 habitantes y 69,96 furgonetas y camiones por cada 1000 habitantes, dando una relación total de 603,67 vehículos por cada 1000 habitanes.

#### Carreteras

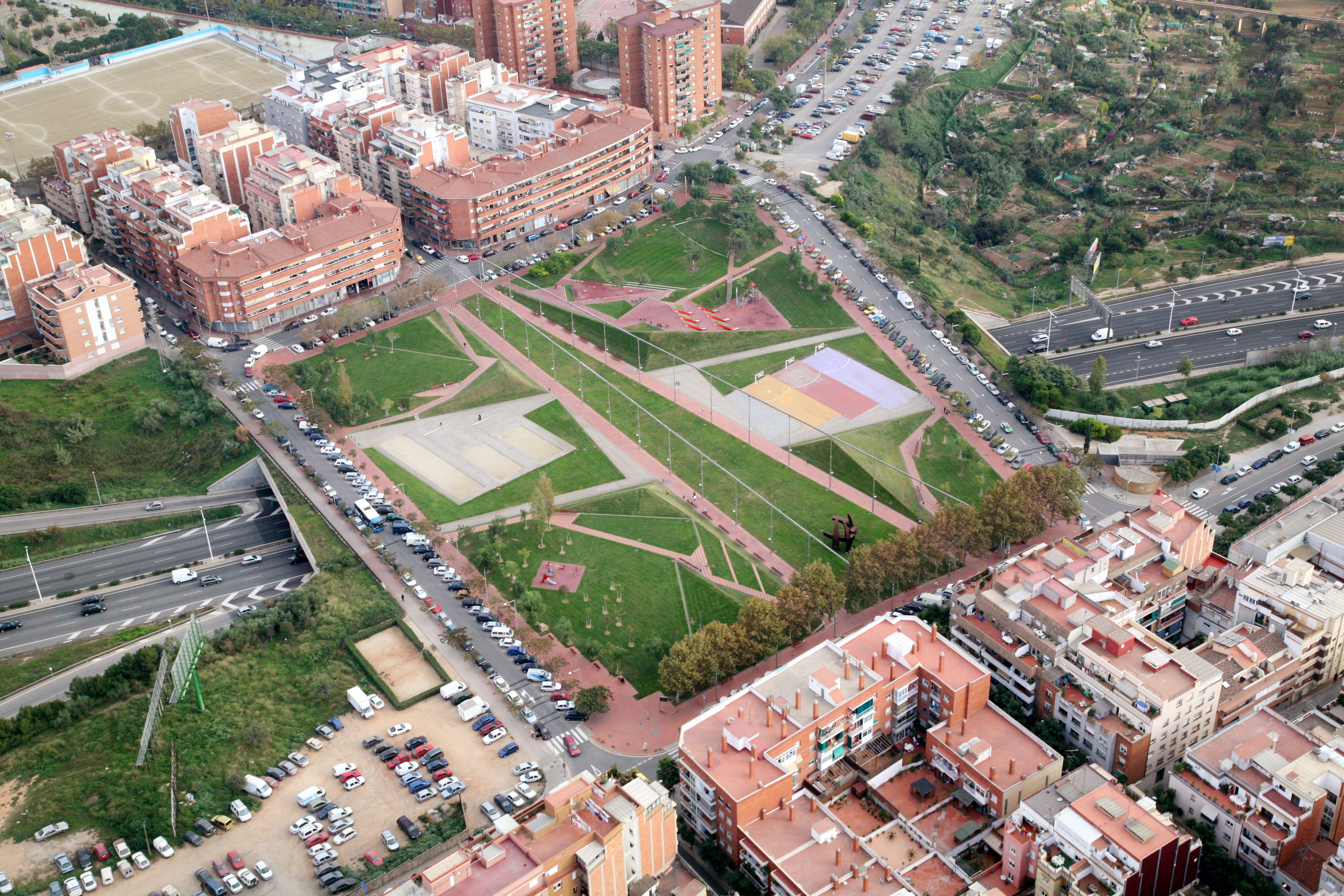
Paso sobre la B-20, a la altura de Can Vidalet

- Autovía  B-20  (Ronda de Dalt)
- Autopista  B-23  /  E-90
- Carretera  N-340  /  E-15

#### Metro
Actualmente la única estación del Metro de Barcelona en el municipio es la estación de Can Vidalet de la línea 5. Está en proyecto la prolongación de la línea 3 que incluye dos nuevas estaciones (la estación de Finestrelles-Sant Joan de Déu y la estación de Pont d'Esplugues).

#### Tranvía

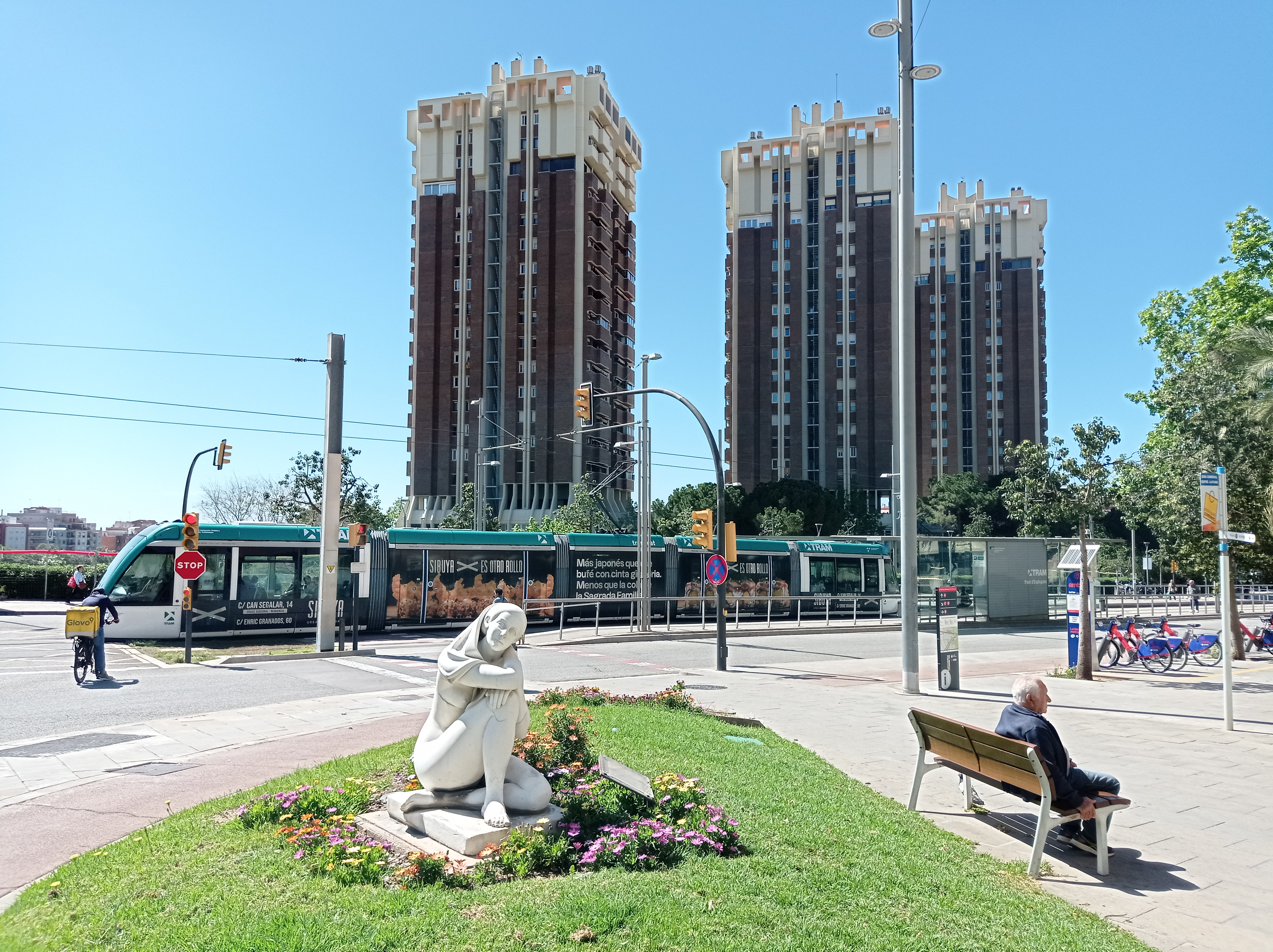
El Trambaix a su paso por la parada Pont d'Esplugues

Las líneas T1, T2 y T3 del Trambaix cuentan con cinco paradas en Esplugas de Llobregat:
- Estación de Ca n'Oliveres
- Estación de Can Clota
- Estación de Pont d'Esplugues
- Estación de La Sardana
- Estación de Montesa

#### Autobús
Existen varias líneas de bus urbano e interurbano.

## Geografía

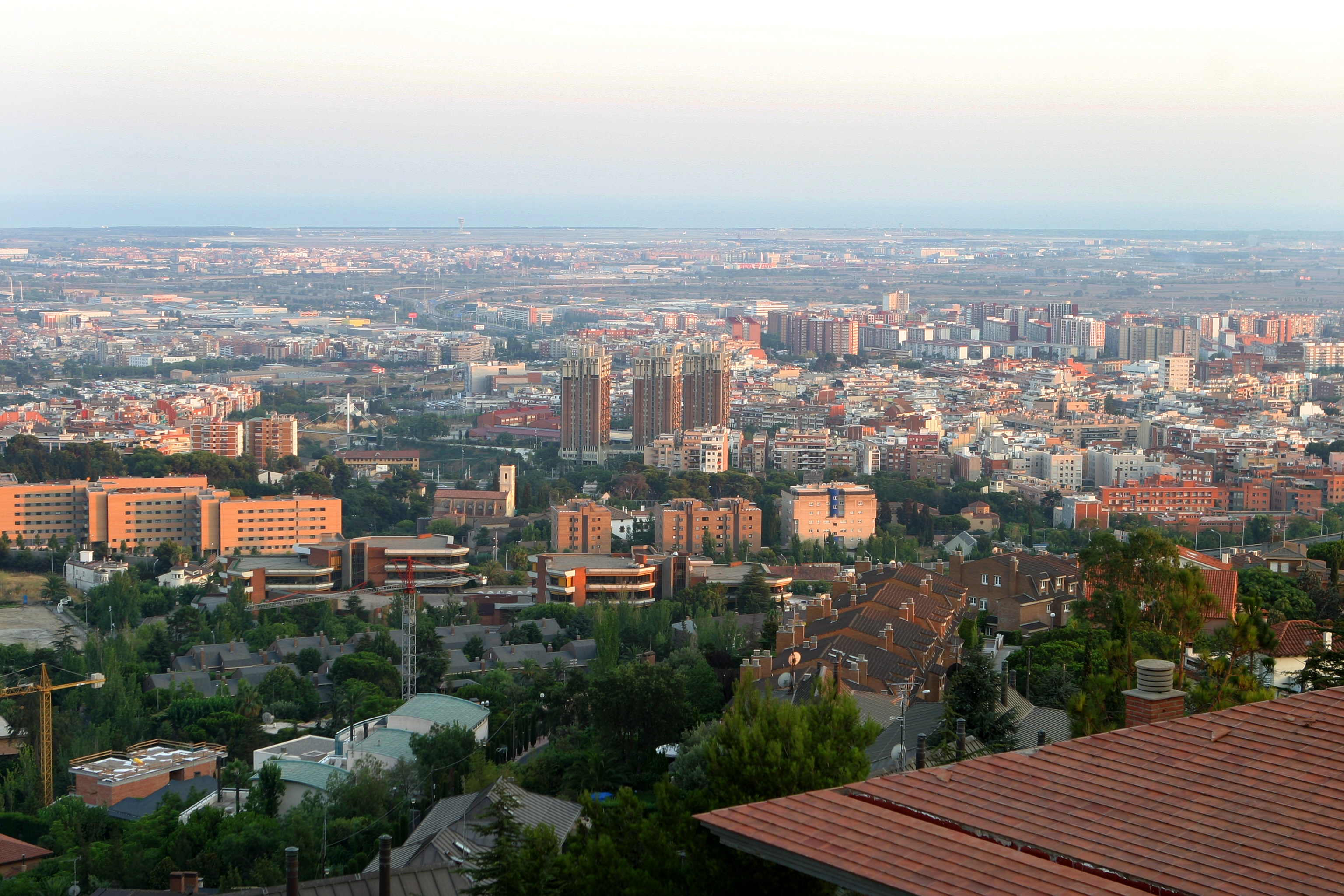
Vista de Esplugas (en primer plano), desde el norte, con el mar Mediterráneo en el fondo de la imagen

El municipio de Esplugas de Llobregat está situado cerca de la costa mediterránea de la península ibérica a una altitud de 80 metros sobre el nivel del mar, próxima al río Llobregat aunque dicho río no transcurre por el municipio. El término municipal, de 4,6 km², es el más pequeño de la comarca del Bajo Llobregat.
El término municipal está atravesado por las siguientes carreteras: 
- Autopista B-23: conecta la Avenida Diagonal con la autopista AP-7.
- Autovía B-20 (Ronda de Dalt): carretera de circunvalación norte de Barcelona.
- Carretera nacional N-340, convertida en vía urbana entre San Justo Desvern y Hospitalet de Llobregat.

Extensión del término municipal en la comarca

Esplugas limita al este con los municipios de Barcelona y Hospitalet de Llobregat, municipios situados en la comarca del Barcelonés; y en el resto de puntos cardinales con los municipios de Cornellá de Llobregat, San Justo Desvern y San Juan Despí, pertenecientes junto a Esplugas a la comarca del Bajo Llobregat.
El territorio está representado en la hoja MTN50 420 del Mapa Topográfico Nacional del Instituto Geográfico Nacional.
| Noroeste: San Justo Desvern                     | Norte: San Justo Desvern                             | Noreste: Barcelona               |
| Oeste: San Justo Desvern y San Juan Despí       |                                                      | Este: Hospitalet de Llobregat    |
| Suroeste San Juan Despí y Cornellá de Llobregat | Sur: Cornellá de Llobregat y Hospitalet de Llobregat | Sureste: Hospitalet de Llobregat |

### Topografía
El relieve es parcialmente accidentado por las laderas meridionales de la montaña de San Pedro Mártir (384 m), de la sierra de Collserola, donde encontramos la colina de Picalquers, el collado de Finestrelles y la colina del Temple. El relieve es brusco en la zona más alta, y baja después en relieves suaves. La altitud oscila entre los 384 metros al norte (Sant Pere Màrtir) y los 50 metros al sur, en el límite con Hospitalet de Llobregat.

### Clima

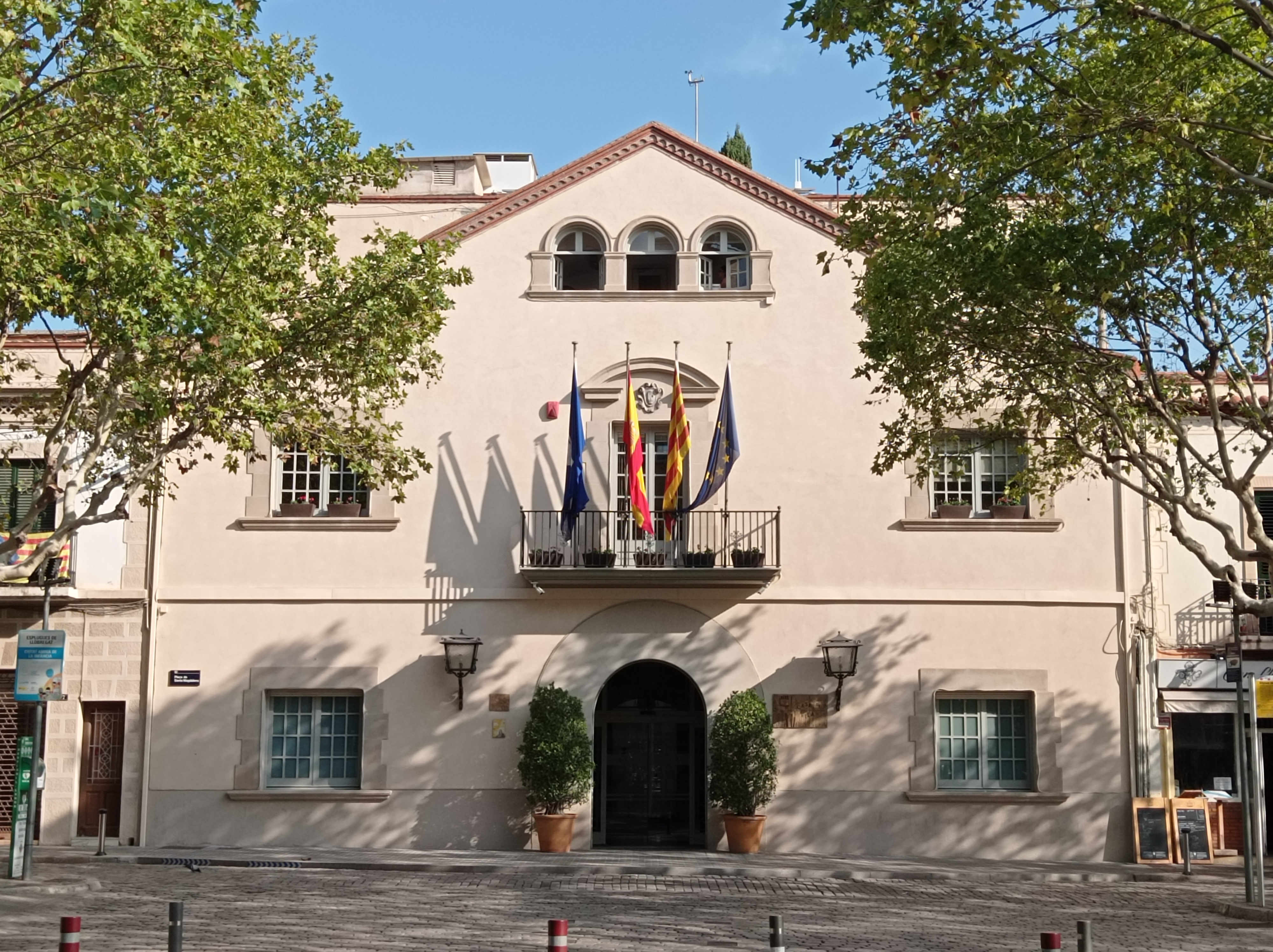
Casa consistorial

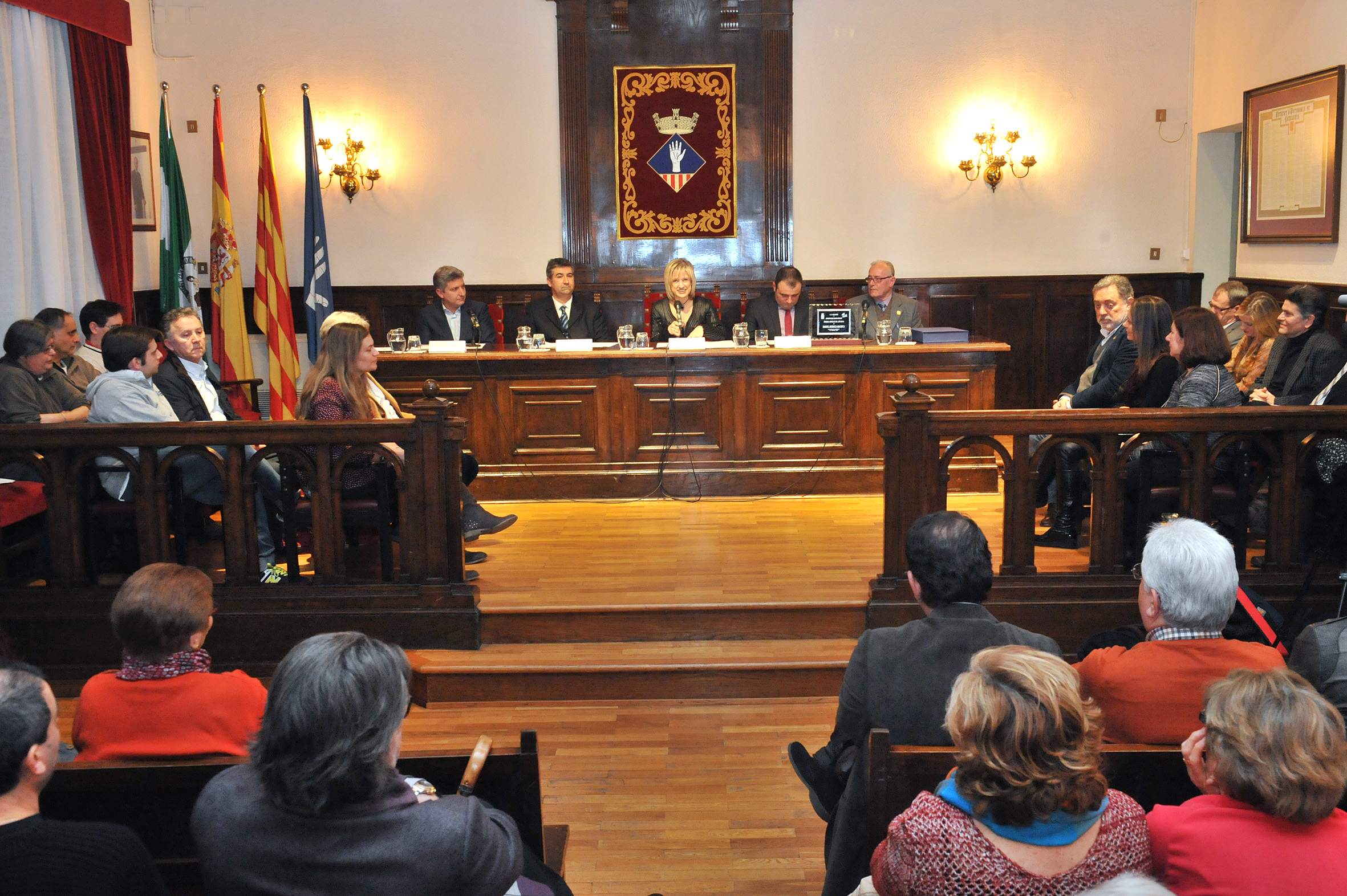
Sala del pleno

| Parámetros climáticos promedio de Esplugas de Llobregat | Parámetros climáticos promedio de Esplugas de Llobregat | Parámetros climáticos promedio de Esplugas de Llobregat | Parámetros climáticos promedio de Esplugas de Llobregat | Parámetros climáticos promedio de Esplugas de Llobregat | Parámetros climáticos promedio de Esplugas de Llobregat | Parámetros climáticos promedio de Esplugas de Llobregat | Parámetros climáticos promedio de Esplugas de Llobregat | Parámetros climáticos promedio de Esplugas de Llobregat | Parámetros climáticos promedio de Esplugas de Llobregat | Parámetros climáticos promedio de Esplugas de Llobregat | Parámetros climáticos promedio de Esplugas de Llobregat | Parámetros climáticos promedio de Esplugas de Llobregat | Parámetros climáticos promedio de Esplugas de Llobregat |
| Mes                                                     | Ene.                                                    | Feb.                                                    | Mar.                                                    | Abr.                                                    | May.                                                    | Jun.                                                    | Jul.                                                    | Ago.                                                    | Sep.                                                    | Oct.                                                    | Nov.                                                    | Dic.                                                    | Anual                                                   |
| ------------------------------------------------------- | ------------------------------------------------------- | ------------------------------------------------------- | ------------------------------------------------------- | ------------------------------------------------------- | ------------------------------------------------------- | ------------------------------------------------------- | ------------------------------------------------------- | ------------------------------------------------------- | ------------------------------------------------------- | ------------------------------------------------------- | ------------------------------------------------------- | ------------------------------------------------------- | ------------------------------------------------------- |
| Temp. máx. media (°C)                                   | 12.8                                                    | 13.7                                                    | 15.7                                                    | 18.3                                                    | 21.5                                                    | 25.2                                                    | 27.9                                                    | 27.6                                                    | 25.0                                                    | 20.6                                                    | 16.2                                                    | 13.3                                                    | 19.8                                                    |
| Temp. media (°C)                                        | 9.5                                                     | 10.4                                                    | 12.1                                                    | 14.3                                                    | 17.4                                                    | 21.3                                                    | 24.0                                                    | 24.0                                                    | 21.6                                                    | 17.3                                                    | 13.1                                                    | 10.3                                                    | 16.3                                                    |
| Temp. mín. media (°C)                                   | 6.3                                                     | 7.1                                                     | 8.6                                                     | 10.4                                                    | 13.4                                                    | 17.4                                                    | 20.2                                                    | 20.4                                                    | 18.2                                                    | 14.1                                                    | 10.1                                                    | 7.4                                                     | 12.8                                                    |
| Precipitación total (mm)                                | 39                                                      | 36                                                      | 46                                                      | 49                                                      | 54                                                      | 43                                                      | 26                                                      | 51                                                      | 73                                                      | 89                                                      | 59                                                      | 49                                                      | 614                                                     |
| Fuente: Climate-data.org                                |                                                         |                                                         |                                                         |                                                         |                                                         |                                                         |                                                         |                                                         |                                                         |                                                         |                                                         |                                                         |                                                         |

## Administración y política

### Gobierno municipal
El Ayuntamiento de Esplugas de Llobregat se encuentra en la plaza de Santa Magdalena, en el barrio de Centro. Ocupa el antiguo Hostal de Picalqués, construido durante siglo XVIII. En 1940 el consistorio adquirió la propiedad y encargó su rehabilitación y adecuación al arquitecto municipal Climent Maynés Gaspar. Actualmente el edificio está protegido como bien cultural de interés local.
Se compone de 21 concejales que a su vez eligen al alcalde de la ciudad. Desde 2024 el alcalde de Esplugas de Llobregat es Eduard Sanz
| Periodo   | Nombre                   | Partido | Partido                                    |
| --------- | ------------------------ | ------- | ------------------------------------------ |
| 1979-1998 | Antonio Pérez Garzón     |         | Partit dels Socialistes de Catalunya (PSC) |
| 1998-2006 | Lorenzo Palacín Badorrey |         | Partit dels Socialistes de Catalunya (PSC) |
| 2006-2024 | Pilar Díaz Romero        |         | Partit dels Socialistes de Catalunya (PSC) |
| 2024-act. | Eduard Sanz              |         | Partit dels Socialistes de Catalunya (PSC) |

| Partido político                                         | 2023  | 2023  | 2023       | 2019  | 2019  | 2019       | 2015  | 2015  | 2015       | 2011  | 2011  | 2011       | 2007  | 2007  | 2007       |
| Partido político                                         | %     | Votos | Concejales | %     | Votos | Concejales | %     | Votos | Concejales | %     | Votos | Concejales | %     | Votos | Concejales |
| Partit dels Socialistes de Catalunya (PSC)               | 43,65 | 7793  | 11         | 42,66 | 9525  | 11         | 36,10 | 7153  | 9          | 39,41 | 7049  | 10         | 45,95 | 8340  | 12         |
| Esquerra Republicana de Catalunya (ERC)                  | 13,36 | 2386  | 3          | 18,20 | 4065  | 4          | 10,23 | 2027  | 2          | 5,02  | 898   | 1          | 7,22  | 1310  | 1          |
| Partit Popular de Catalunya (PP)                         | 13,17 | 2352  | 3          | 5,74  | 1283  | 1          | 9,94  | 1970  | 2          | 18,32 | 3277  | 4          | 15,12 | 2745  | 3          |
| En Comú Podem (ECP)-Iniciativa per Catalunya Verds (ICV) | 9,73  | 1738  | 2          | 11,12 | 2484  | 2          | 9,77  | 1935  | 2          | 12,05 | 2155  | 3          | 12,70 | 2305  | 3          |
| Junts per Catalunya (JxC)-Convergència i Unió (CiU)      | 6,75  | 1206  | 1          | 4,72  | 1055  | 0          | 7,97  | 1579  | 2          | 12,93 | 2313  | 3          | 10,24 | 1859  | 2          |
| Vox                                                      | 6,17  | 1102  | 1          | 1,71  | 384   | 0          | —     | —     | —          | —     | —     | —          | —     | —     | —          |
| Ciutadans (CS)                                           | 2,43  | 435   | 0          | 11,31 | 2527  | 3          | 11,77 | 2332  | 2          | 2,24  | 400   | 0          | 4,30  | 780   | 0          |
| Candidatura d'Unitat Popular (CUP)                       | —     | —     | —          | 3,63  | 812   | 0          | 5,83  | 1156  | 1          | —     | —     | —          | —     | —     | —          |
| Canviem Esplugues (CE)                                   | —     | —     | —          | —     | —     | —          | 5,73  | 1135  | 1          | —     | —     | —          | —     | —     | —          |

### Barrios
Esplugas de Llobregat se divide en diez distritos, correspondientes con los siguientes barrios:
- Centro
- La Plana
- Can Clota
- Finestrelles
- Ciudad Diagonal
- La Miranda
- La Mallola
- El Gall
- Montesa
- Can Vidalet

## Cultura

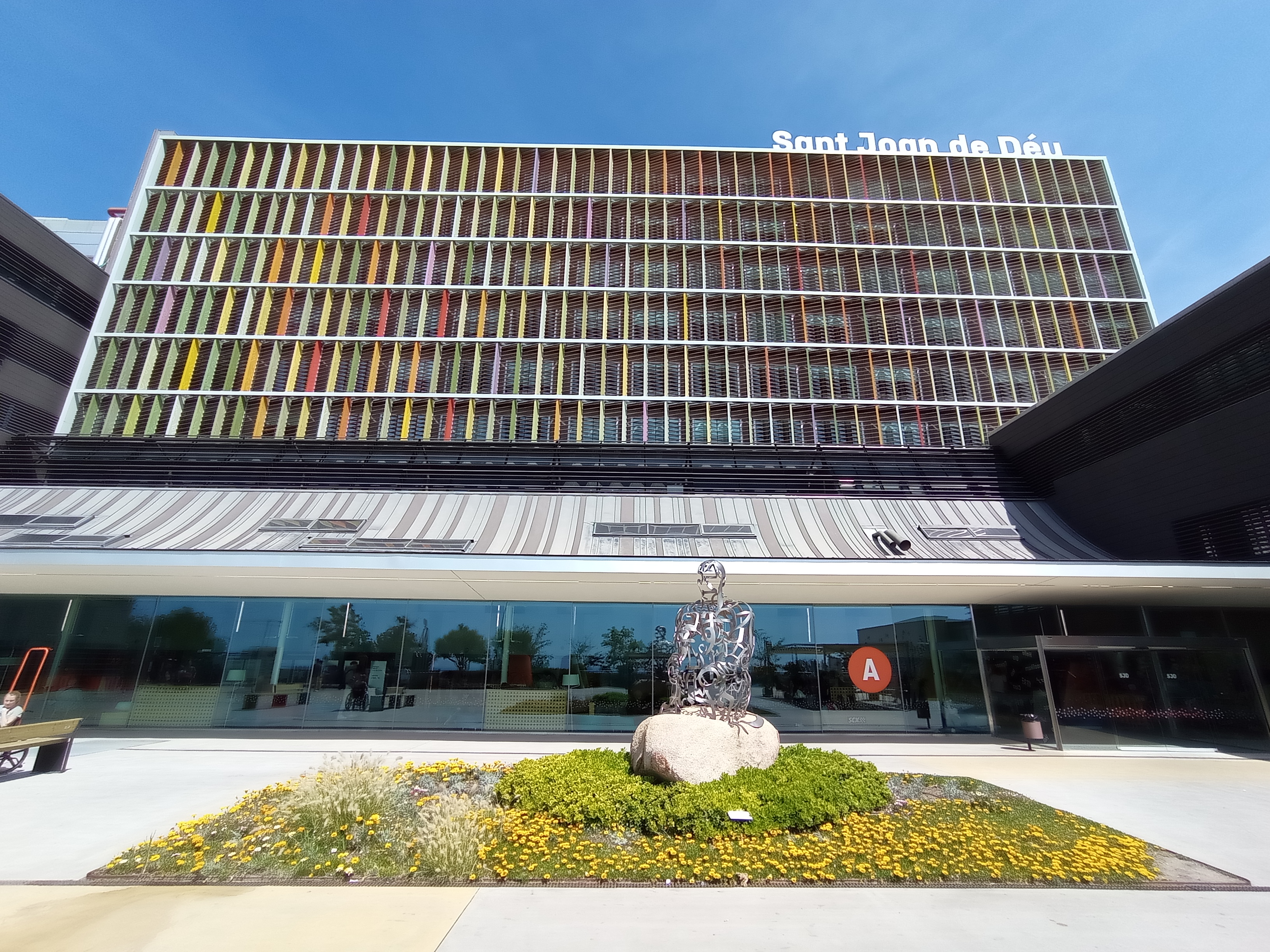
Hospital San Juan de Dios

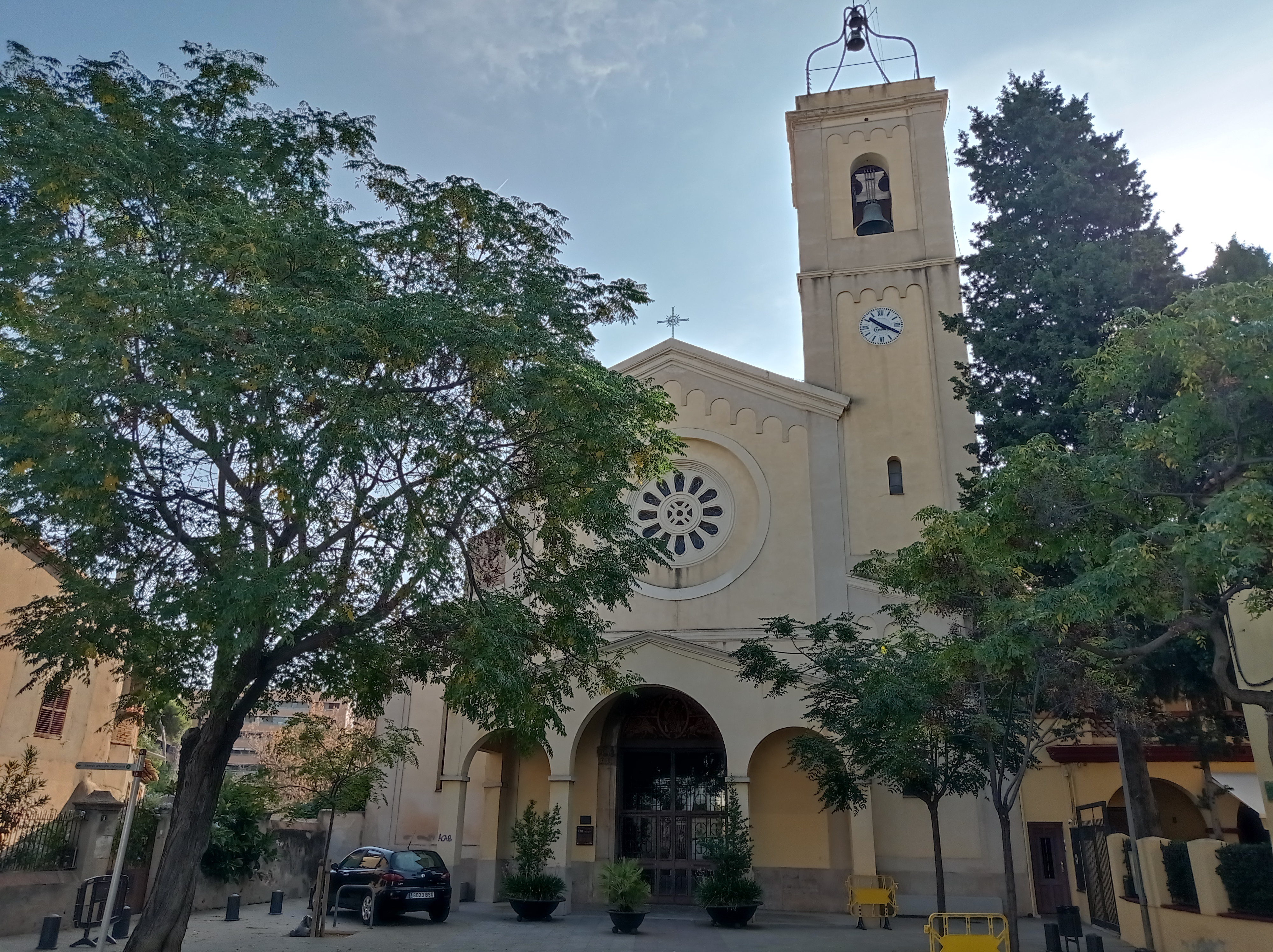
Vista de la iglesia de Santa María Magdalena

### Patrimonio

#### Iglesia de Santa María Magdalena
Es un templo parroquial ubicado en la plaza del Pare Miquel d'Esplugues y protegido como bien cultural de interés local. Consta de una nave central con capillas laterales construidas entre los contrafuertes. En la fachada destaca el rosetón de cristales coloreados. En el lado izquierdo del edificio se alza el campanario, cuadrado, con cuatro ventanales de medio punto, la esfera del reloj delante y un remate de hierro en la parte superior para sostener las campanas. La iglesia de Santa Magdalena aparece en documentos del siglo XI bajo el nombre de capilla de Santa Magdalena. El edificio actual es una reconstrucción de 1939 y está emplazado en la misma ubicación que las dos reconstrucciones anteriores.

#### Parques y jardines

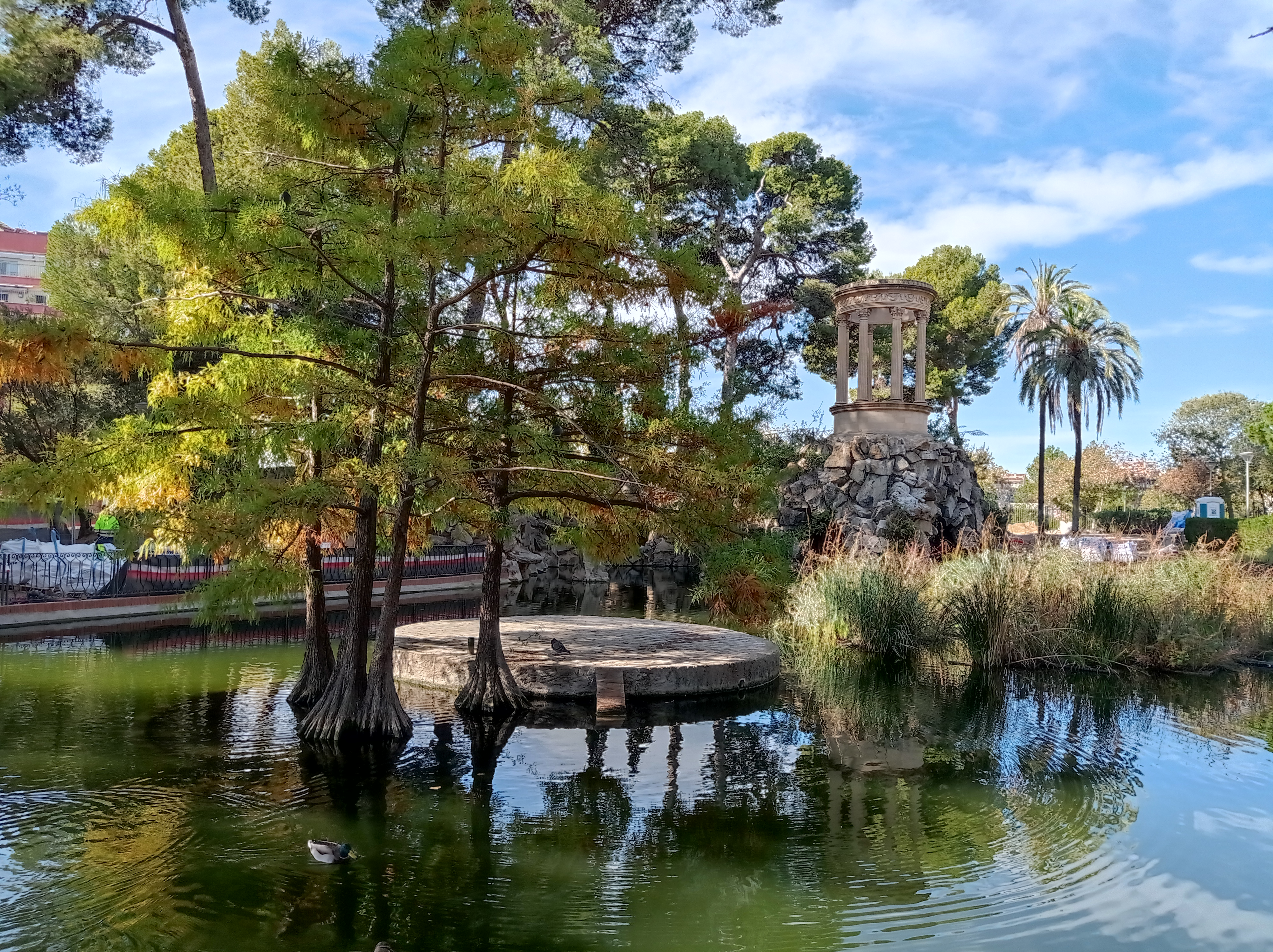
Parque de Can Vidalet

Esplugas cuenta con numerosas zonas verdes, entre los que podemos encontrar:
- Parque de Can Vidalet, de ámbito metropolitano, ubicado en el barrio que le da nombre.
- Parque de la Solidaridad, de ámbito metropolitano, ubicado en los barrios de Can Vidalet y Can Clota.
- Parque de Collserola, parque natural.Aproximadamente 70 ha corresponden al término municipal de Esplugas, concretamente en la montaña de San Pedro Mártir.
- Parque de la Fontsanta, ubicado en el barrio de El Gall.
- Parque dels Torrents, ubicado en los barrios Centro y La Plana.

#### Calle de Montserrat
Es una calle sinuosa del casco antiguo protegida como bien cultural de interés local por la presencia de antiguas masías del siglo XVI como Can Cargol y Can Bialet, actualmente transformadas en residencias. La calle de Montserrat aparece en una escena de la película Vicky Cristina Barcelona de Woody Allen.

### Museos

#### Museo de Cerámica "La Rajoleta"

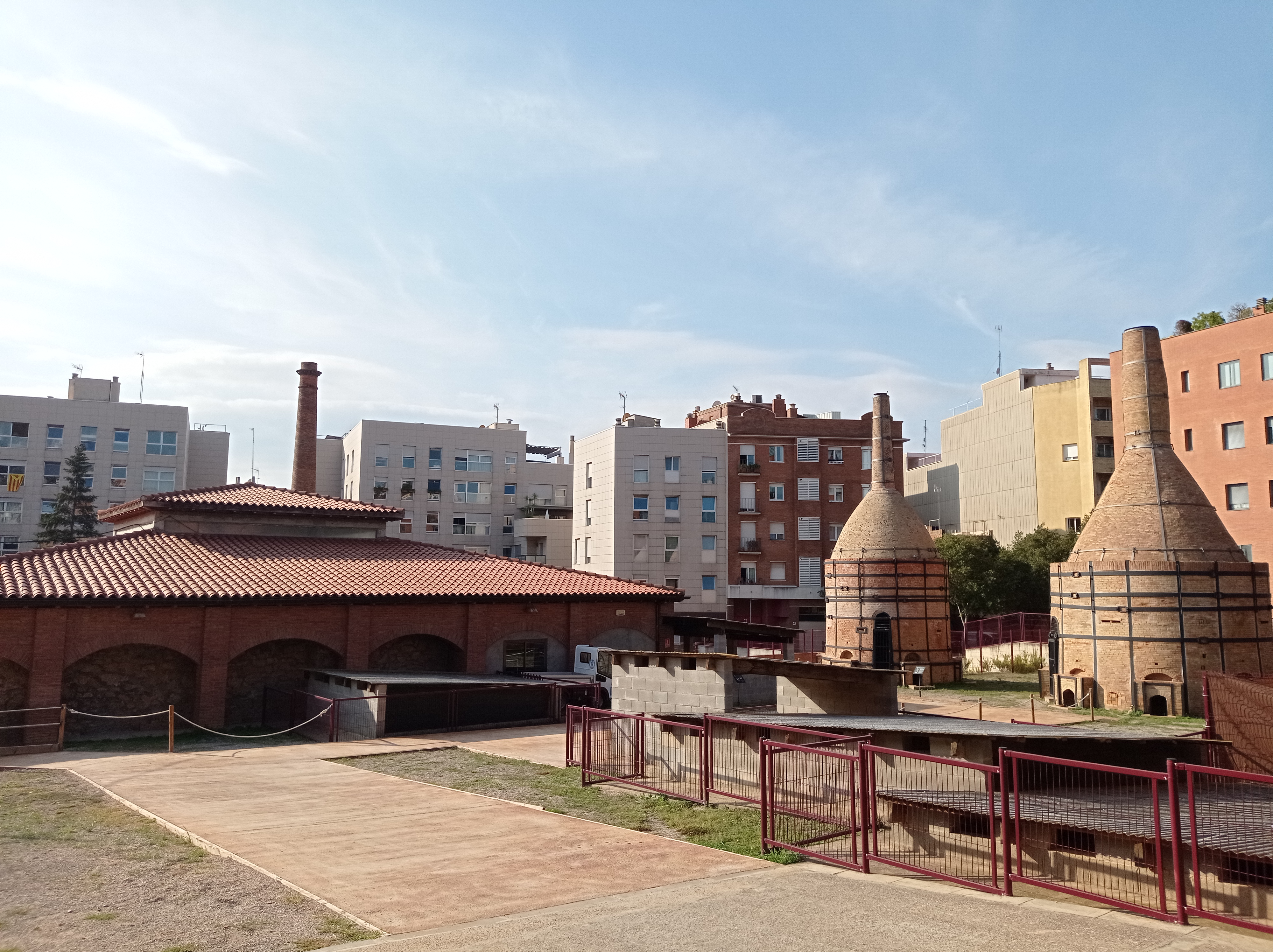
Hornos de tipo botella del Museo de Cerámica "La Rajoleta"

La Fábrica Pujol i Bausis, fundada se cree en 1858 y conocida popularmente como "La Rajoleta", fue una de las empresas catalanas de cerámica más importantes durante el modernismo catalán. Tras la crisis del sector y el cierre de la fábrica en 1984, el conjunto fue adquirido por el consistorio y es desde 2002 un espacio museístico dedicado a la cerámica y arqueología industrial. El museo conserva distintos hornos árabes y de tipo botella de gran valor, tanto desde el punto de vista arqueológico como tecnológico, ya que permiten entender el proceso de fabricación de la cerámica decorativa catalana desde el siglo XIX hasta prácticamente el día de hoy.

#### Museo Can Tinturé

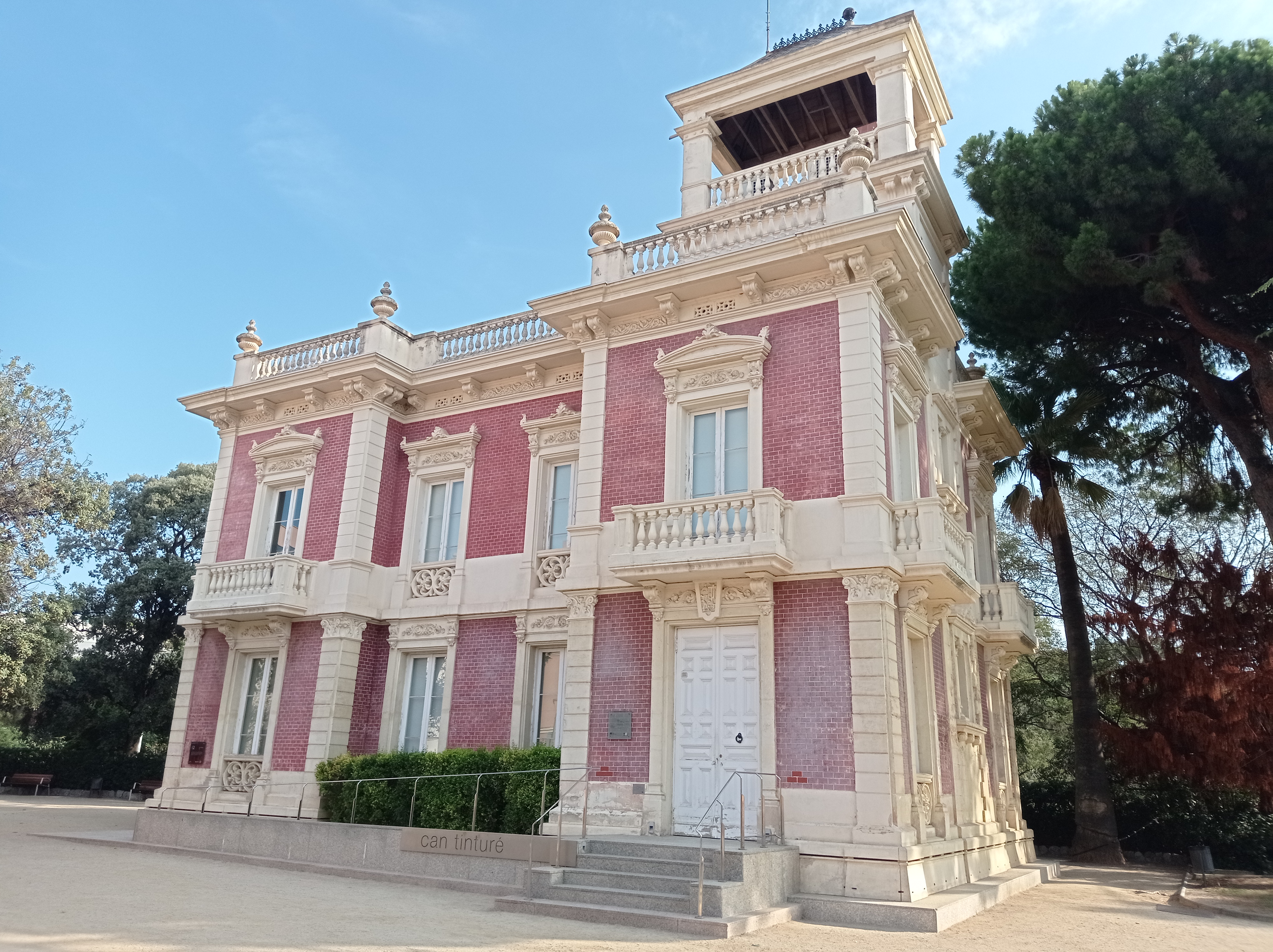
Museo Can Tinturé

El Museo Can Tinturé alberga la colección de azulejos de muestra de Salvador Miquel, adquirida en 1999 por el Ayuntamiento de Esplugas con el objetivo de preservarla y fomentar su estudio difusión. Can Tinturé es el primer museo monográfico de azulejos de muestra de España y tiene en exposición piezas producidas desde el siglo XIV al siglo XIX.

### Espacio Corberó

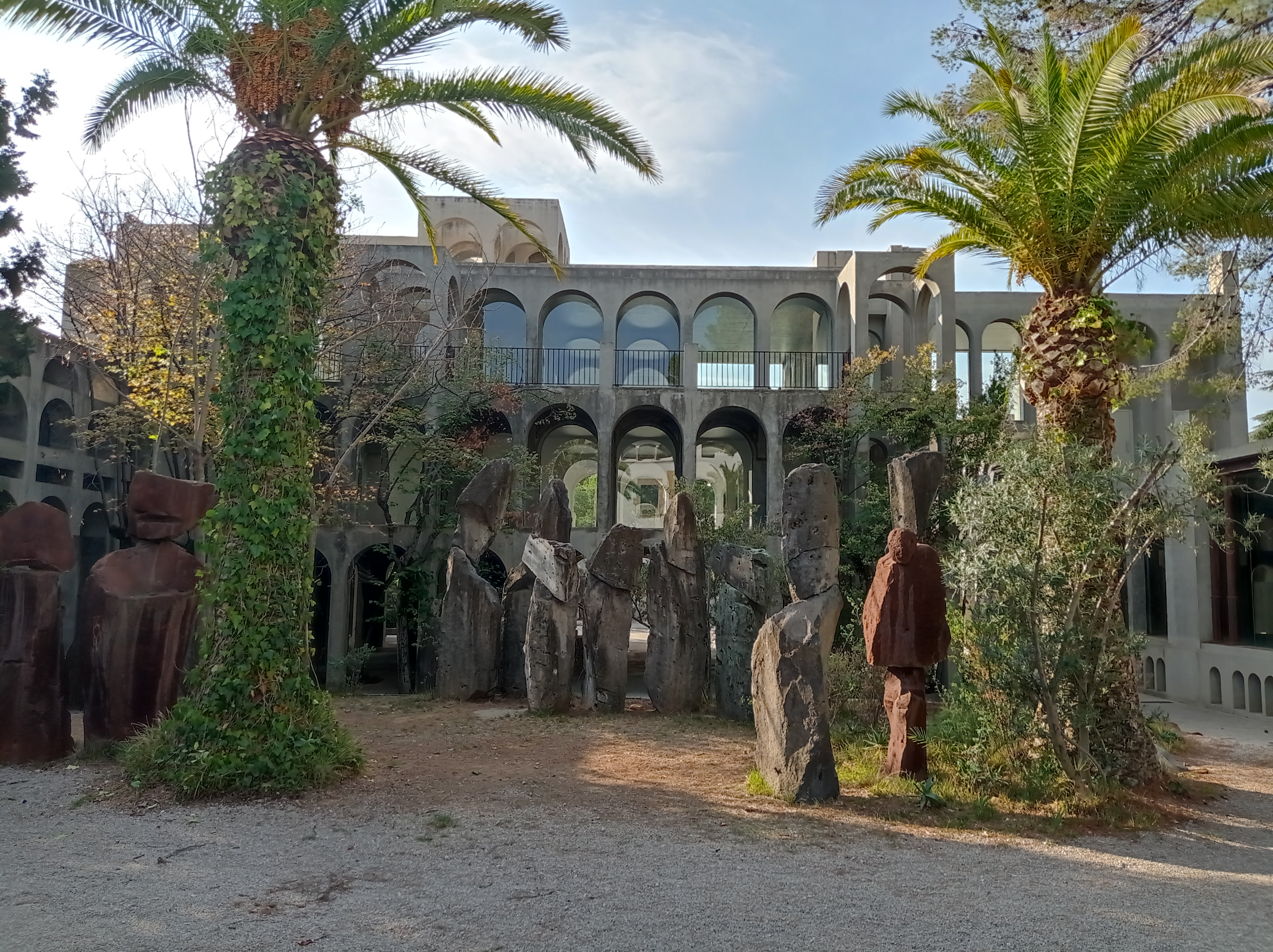
Espacio Corberó

El Espacio Corberó (o Espacio XC) fue la casa y taller del artista Xavier Corberó, actualmente de propiedad municipal y destinado a espacio expositivo. La casa está formada por diversos cuerpos de antiguas edificaciones que Corberó combinó a su gusto desde la década de 1970. En el jardín se encuentran diversas esculturas del artistas, realizadas con basalto de Castellfollit de la Roca.

### Fiestas locales
- 22 de julio, Santa Magdalena.
- 21 de septiembre, San Mateo, fiesta mayor de Esplugas.
- Segunda semana de junio, fiesta mayor de Can Vidalet.
- Segunda semana de junio, fiesta mayor de Finestrelles.
- Última semana de junio o primera de julio, fiesta mayor de Can Clota.
- Mediados de julio, fiesta mayor de El Gall.

### Deporte
Esplugas es una ciudad en la que se practica deporte de forma asidua por sus ciudadanos, declarando el 68% de ellos que lo practican, como mínimo, una vez a la semana. Asimismo, varios espluguenses han destacado en el mundo del deporte, entre los que destacan el corredor de trial Ot Pi, el balonmanista Antonio Ugalde y los futbolistas Benito Joanet y Víctor Ruiz. 
Entre sus equipamientos deportivos públicos encontramos los siguientes:
- Campo municipal de fútbol El Molí, donde juega sus partidos el C.F. Can Vidalet.
- Campo municipal de deportes Salt del Pi, donde juega sus partidos el F.A. Espluguenc.
- Complejo deportivo La Plana.
- Complejo deportivo Les Moreres.
- Polideportivo municipal de Can Vidalet.

### Arte público
La ciudad cuenta con numerosas obras de arte público en sus calles, plazas, parques y jardines. El parque de Can Vidalet cuenta con una Ninfa de autor desconocido situada en un pequeño estanque, además de una Maternidad de Eulàlia Fàbregas de Sentmenat (1966) y Solo quiero llegar a ser lo que no soy (Juan Ignacio Lomas, 2007). De igual manera, el parque de la Solidaridad cuenta con la presencia de las obras Atrium Libertatis (Alberto de Udaeta, 1998) y Entre el sueño y el deseo (Alberto José Mesecuer). Asimismo, en los jardines de Ca n'Hospital hallamos cuatro esculturas de Eulàlia Fàbregas (A las víctimas de todas las guerras, Niña con perro; Niña con paloma y Niña con niño). Otros jardines con presencia escultórica son los del Casal de Cultura Robert Brillas: Mujer guitarra (Montserrat Sastre, 1986) y Conmemoración de la llegada de la llama del Canigó (Joan Sanagustín, 1985).
En cuanto a las vías públicas, conviene destacar obras como: Prototipo Montesa 1947-1970 (Josep Maria Subirachs, 1971), Esplugas al Bajo Llobregat (Agustí Guasch, 1985), Homenaje a Laureà Miró (Marcel Martí, 1985), Al Maestro (Eduard Estartús, 1995), Plenitud (Jorge Egea, 1999), Argo (Manel Marzo-Mart, 1999), Conmemoración de la Constitución (Joaquim Lluís Martínez, 2000) y Alma (Jaume Plensa, 2013). La localidad cuenta con varias esculturas de Eulàlia Fàbregas de Sentmenat: aparte de las ya citadas en los parques de Can Vidalet y Ca n'Hospital, se encuentran Alba, Alegoría y Desnudo de mujer (1985). Asimismo, cabe remarcar la presencia en varias zonas de la ciudad de obras de Xavier Corberó, un artista instalado en la ciudad, donde tenía su casa-taller (el actual Espacio Corberó) y que legó varias obras al municipio: Samurai (1995), Familia (2003), Encuentro (2006) y los conjuntos formados por La Ben Plantada, Jordi, José y Concepción (en la plaza Elisabeth Eidenbenz) y La Cinteta, la Eulàlia y la Doloretes (en la calle San Mateo).

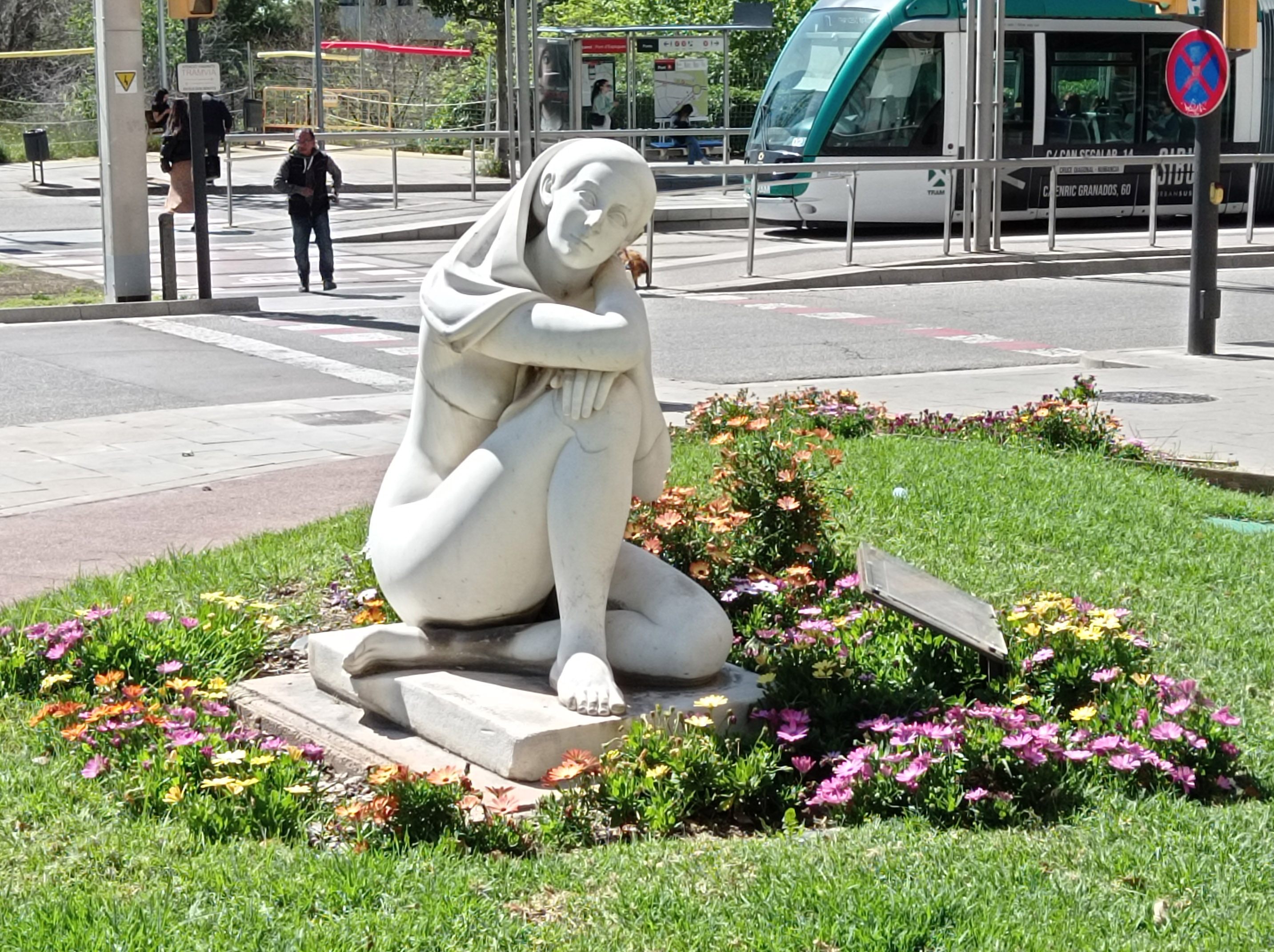
Alba (Eulàlia Fàbregas de Sentmenat)
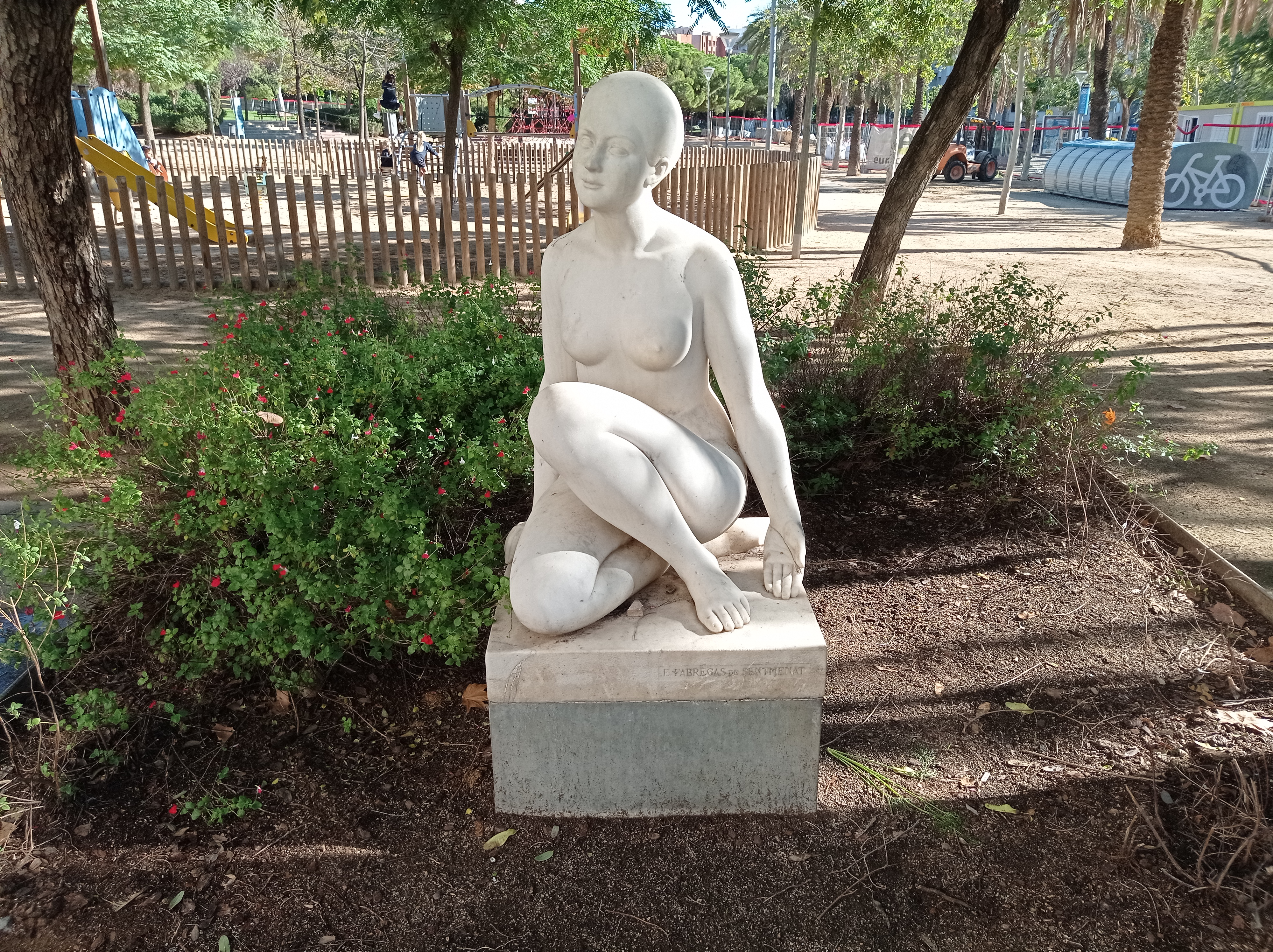
Desnudo de mujer (Eulàlia Fàbregas de Sentmenat, 1985)
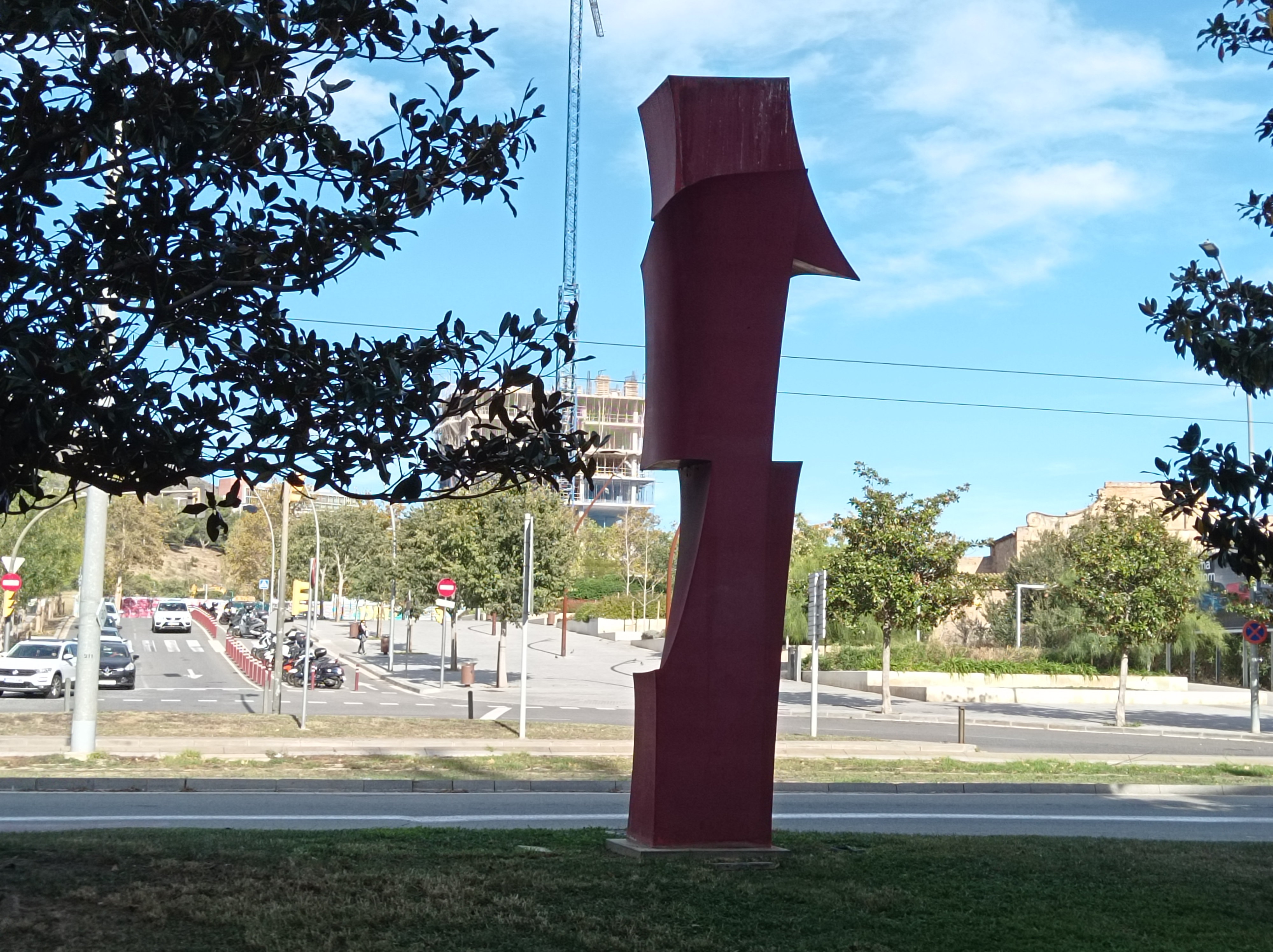
Homenaje a Laureà Miró (Marcel Martí, 1985)
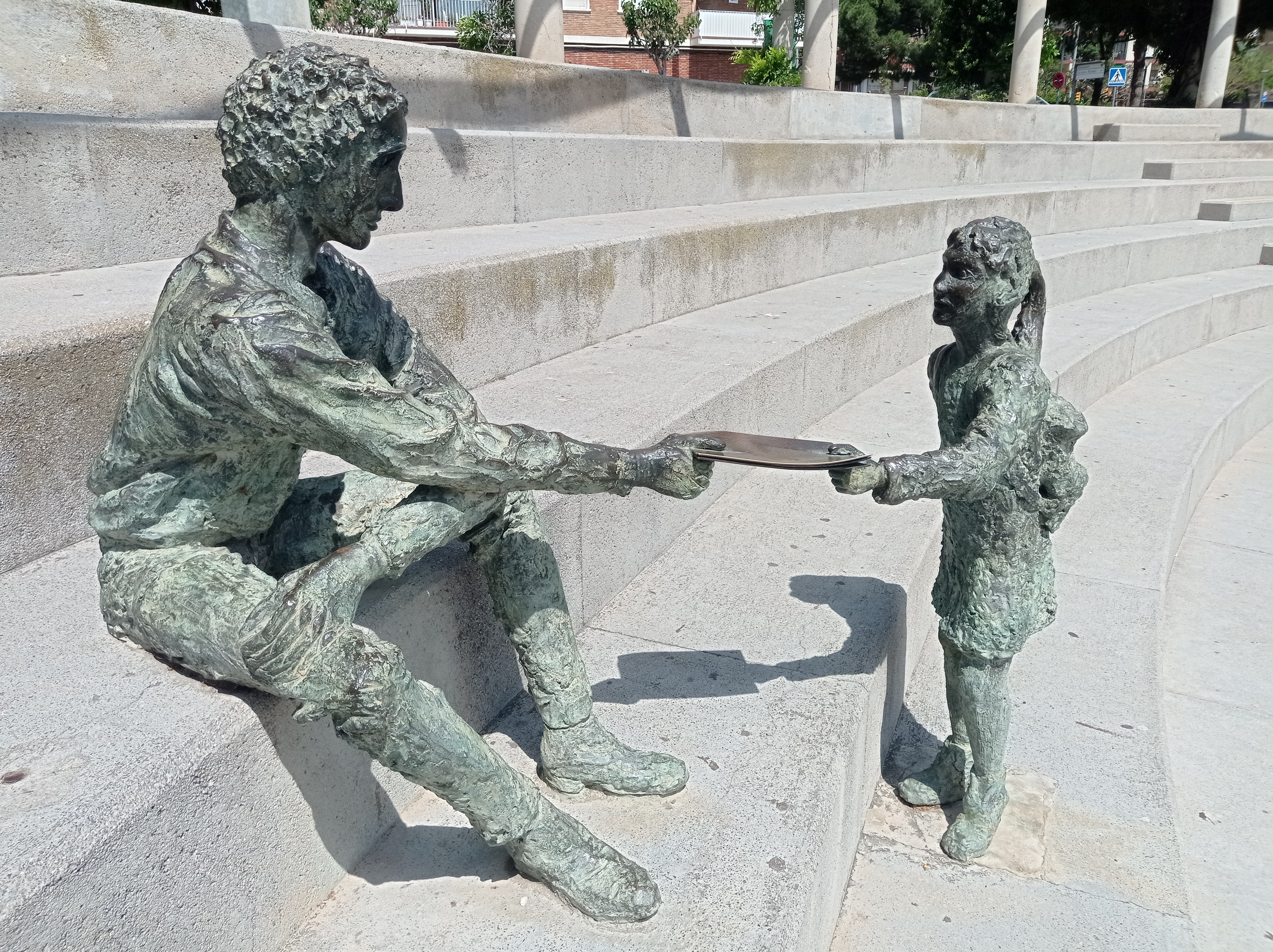
Al Maestro (Eduard Estartús, 1995)
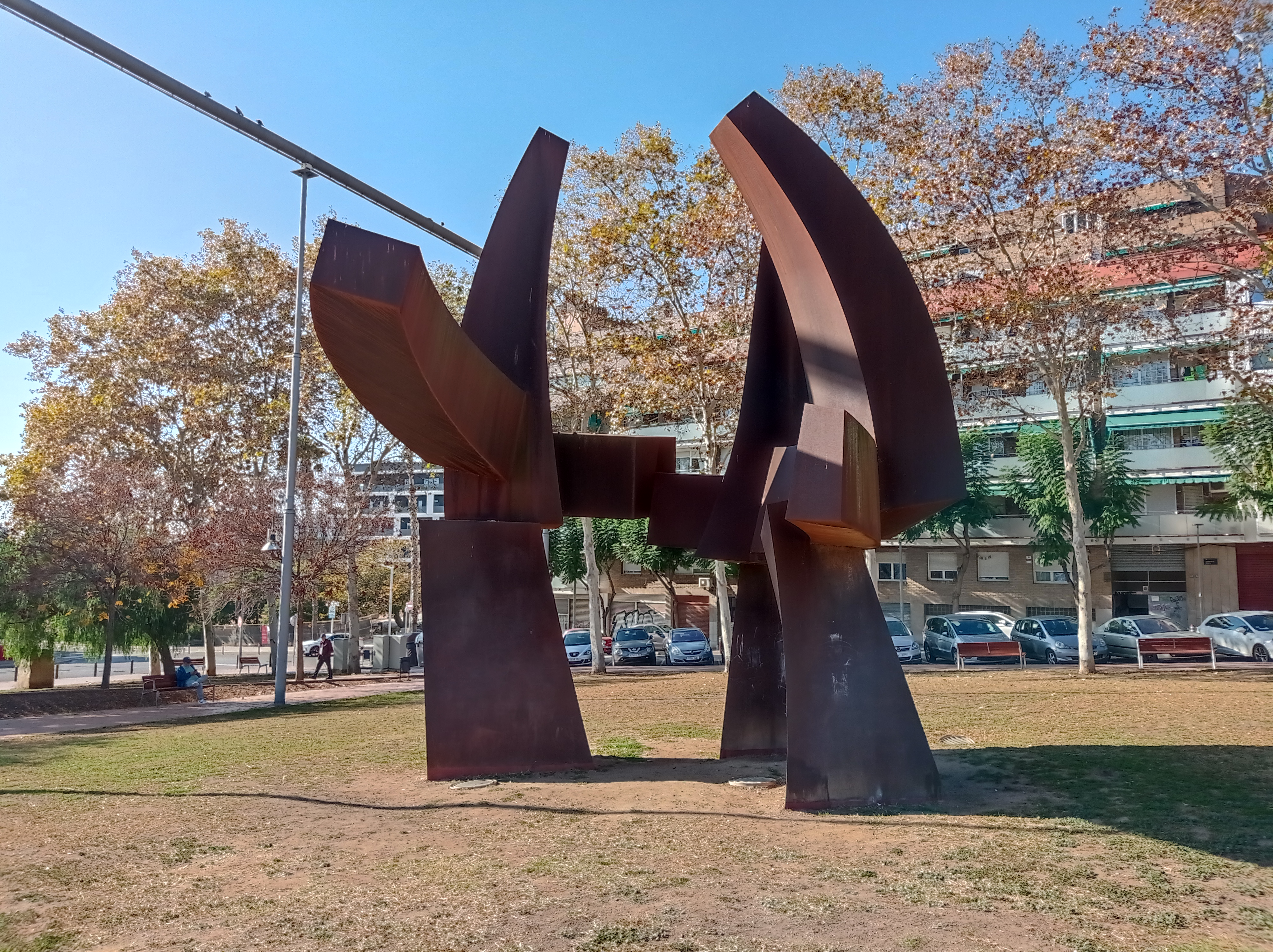
Atrium Libertatis (Alberto de Udaeta, 1998)
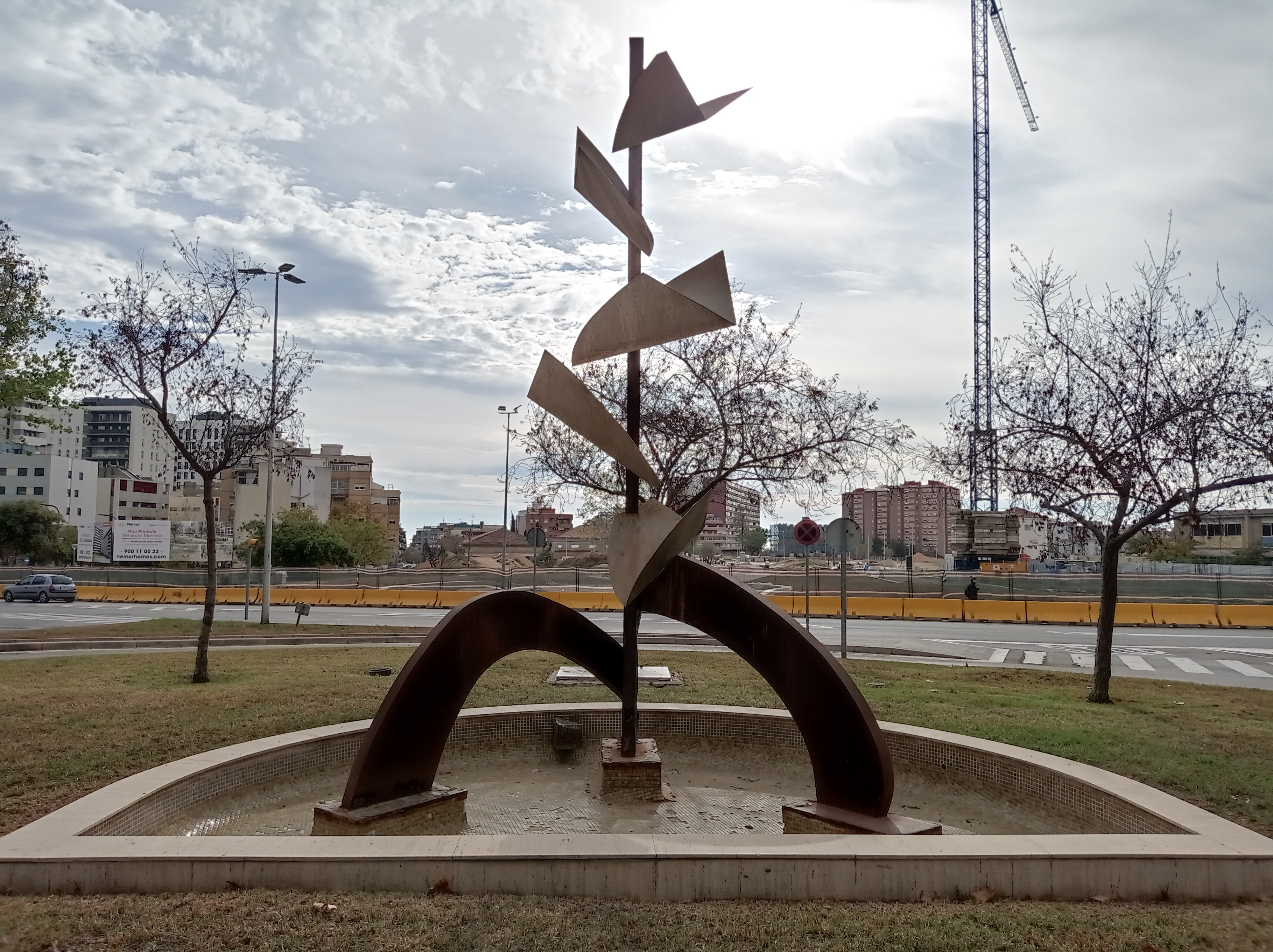
Argo (Manel Marzo-Mart, 1999)
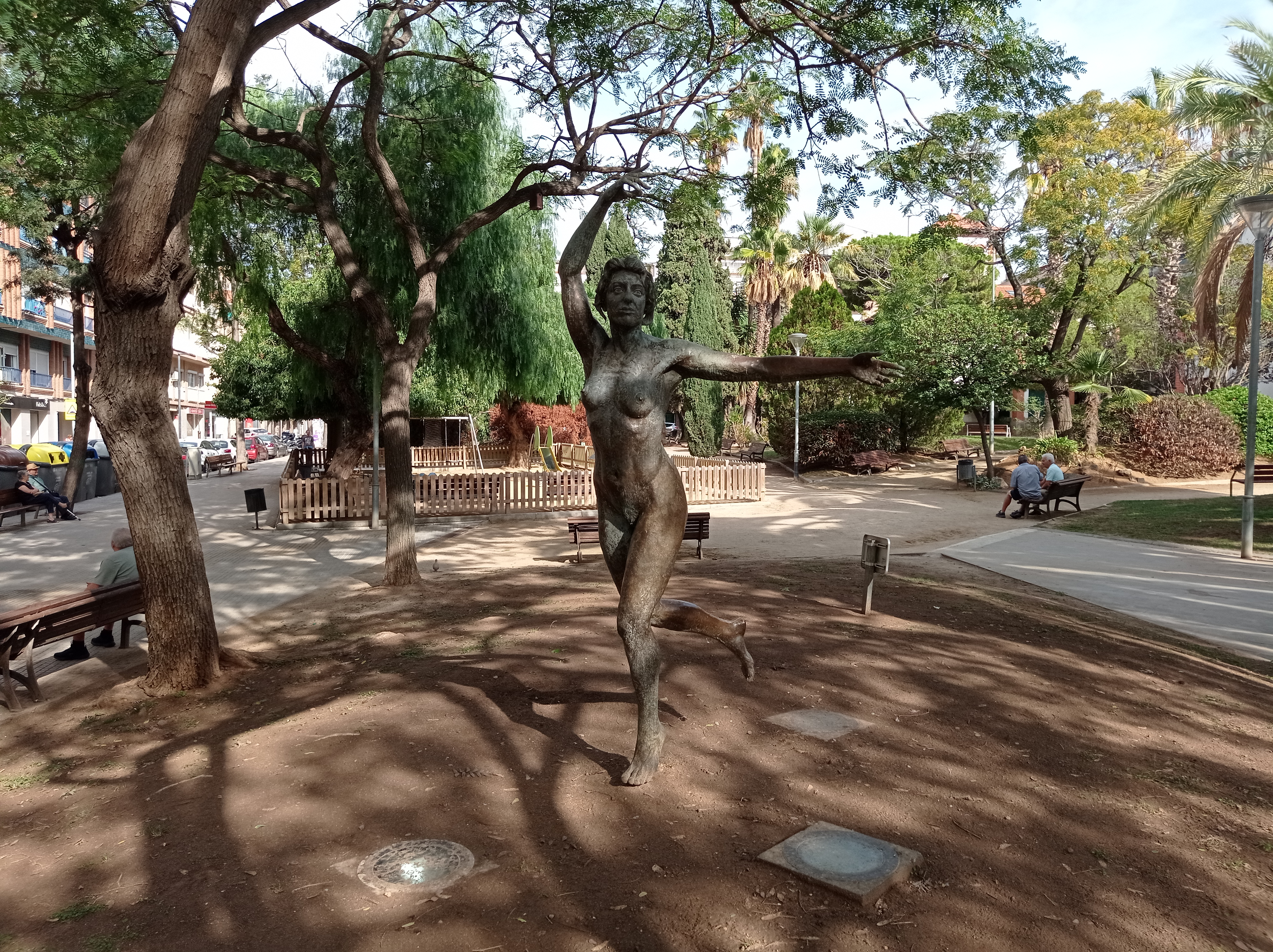
Plenitud (Jorge Egea, 1999)
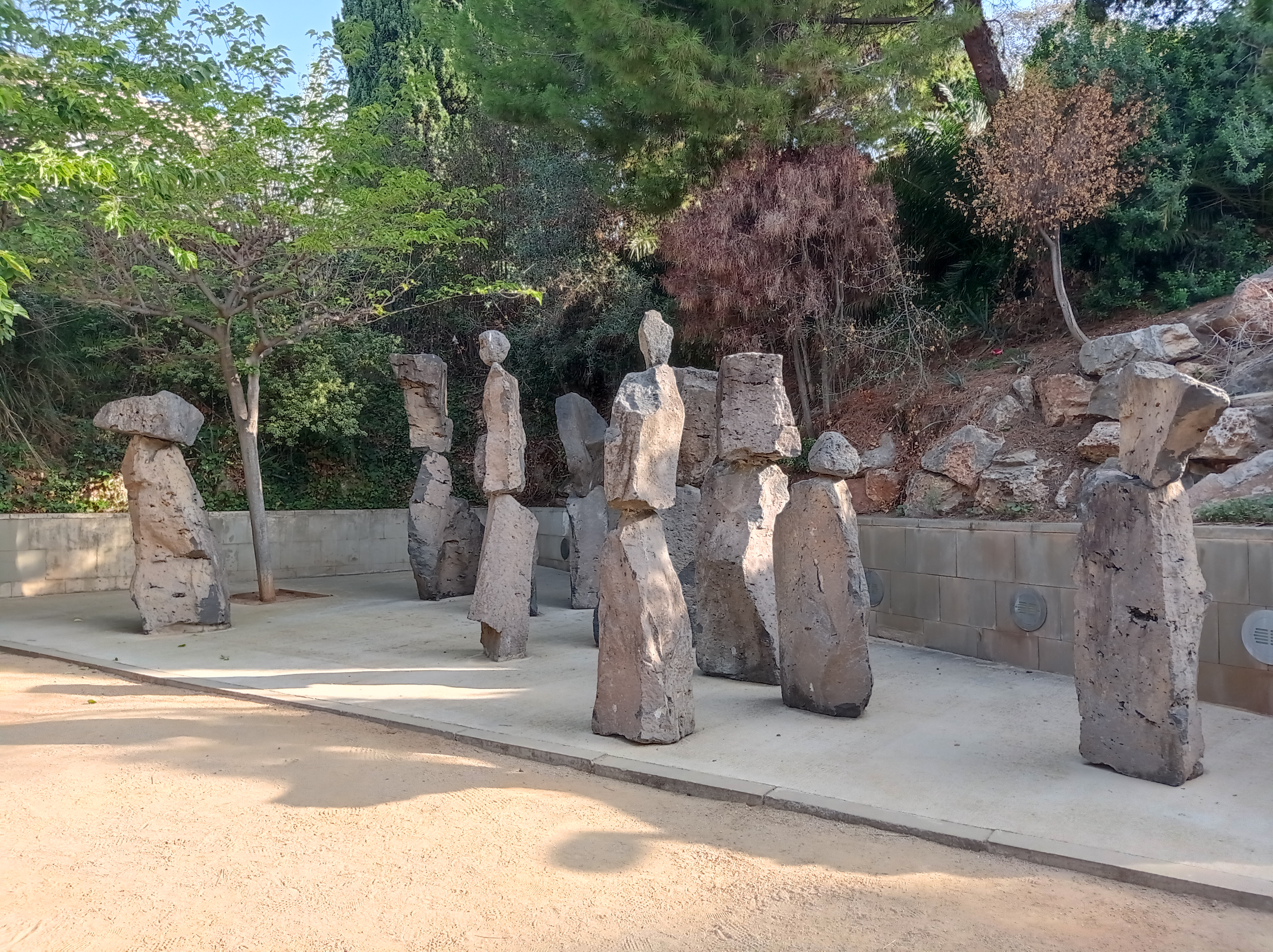
Encuentro (Xavier Corberó, 2006)
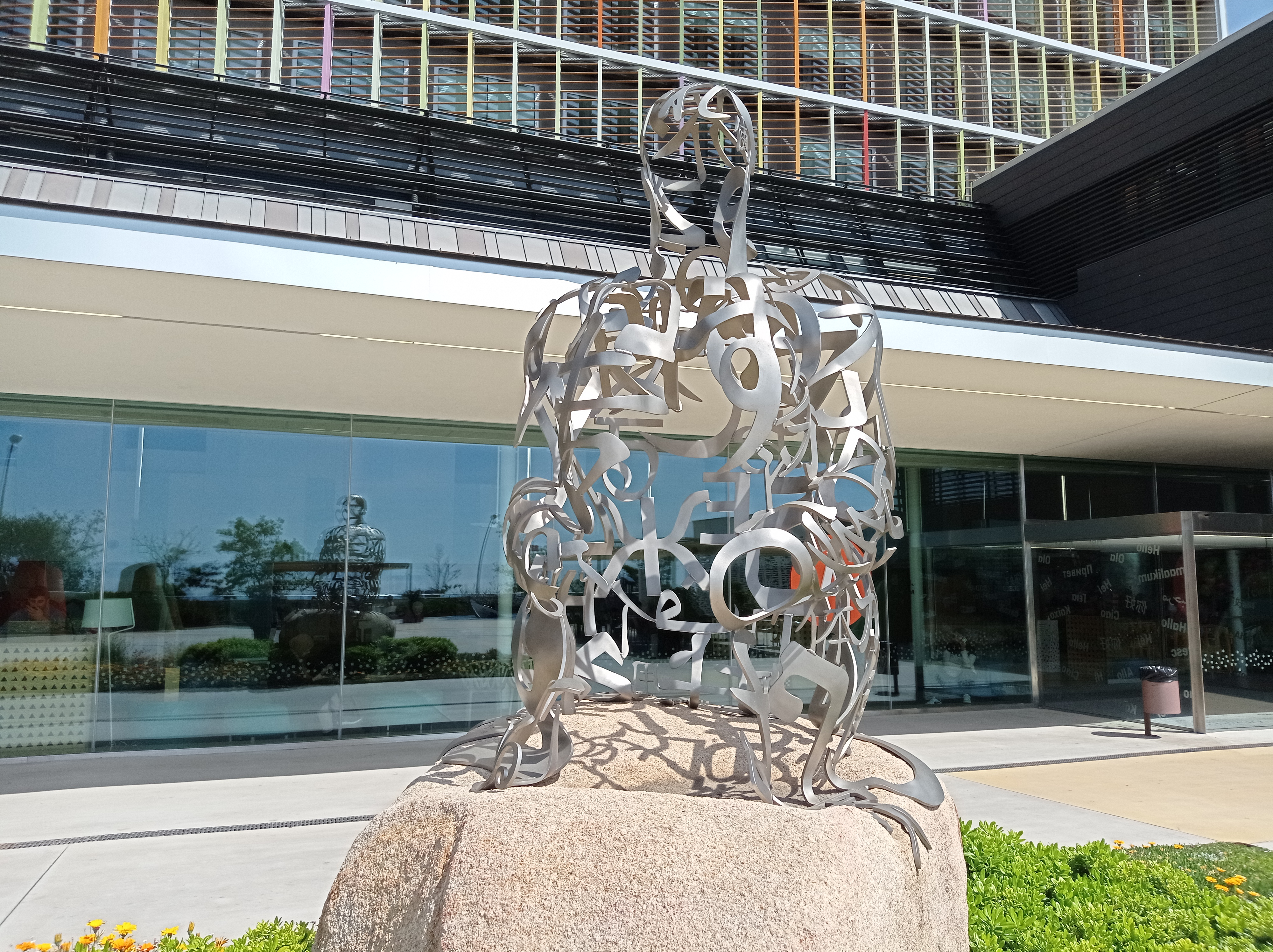
Alma (Jaume Plensa, 2013)

## Ciudades hermanadas
- Ahrensburg (Alemania); desde 1988.[27]
- Macael (España); desde 1989.[28]